# Poesía china clásica

El carácter que más o menos significa "poesía", en el estilo de escritura del antiguo Gran Sello chino. El carácter moderno es shī (詩 / 诗).

La poesía china clásica es la poesía tradicional china escrita en chino clásico y tipificada por ciertas formas o modos tradicionales; géneros tradicionales; y conexiones con períodos históricos particulares, como la poesía de la dinastía Tang. La existencia de la poesía clásica china está documentada al menos desde la publicación del Clásico de poesía (el Shijing). Se han desarrollado a lo largo de los siglos varias combinaciones de formas y géneros. Muchas o la mayoría de estas formas poéticas se desarrollaron a finales de la dinastía Tang, hacia el 907 d. C.
El uso y desarrollo de la poesía clásica china continuó activamente hasta el Movimiento del Cuatro de Mayo de 1919, y aún se sigue desarrollando en la actualidad. La poesía creada durante este período de desarrollo más o menos continuo muestra una gran diversidad, categorizada tanto por períodos históricos importantes como por períodos dinásticos (el método histórico tradicional chino).
Otro aspecto clave de la poesía clásica china es su intensa interrelación con otras formas de arte chino, como la pintura china y la caligrafía china. La poesía clásica china ha demostrado tener una gran influencia en la poesía de todo el mundo. 

## Historia y desarrollo
El desarrollo estilístico de la poesía clásica china consiste en procesos culturales tanto literarios como orales. Por lo general, se dividen en ciertos períodos o épocas estándar, tanto en términos de poemas específicos como de estilos característicos; estos generalmente corresponden a eras dinásticas chinas, según el método tradicional chino de narrar la historia. Los poemas conservados por escrito forman la literatura poética. También existen tradiciones paralelas de poesía oral y tradicional conocidas como poemas o baladas populares o folclóricas. Algunos de estos poemas se han conservado en forma escrita. Generalmente, los poemas de tipo popular son anónimos y muchos muestran signos de haber sido modificados o pulidos en el proceso de grabarlos en caracteres escritos. Las fuentes principales de los primeros poemas conservados son el Clásico de poesía ( Shijing ) y las Canciones del sur ( Chuci ). Algunas piezas o fragmentos individuales sobreviven en otras formas, incrustadas, por ejemplo, en historias clásicas u otra literatura. Durante la dinastía Tang, la poesía era muy importante en la sociedad.

### Clásico de poesía(Shijing)

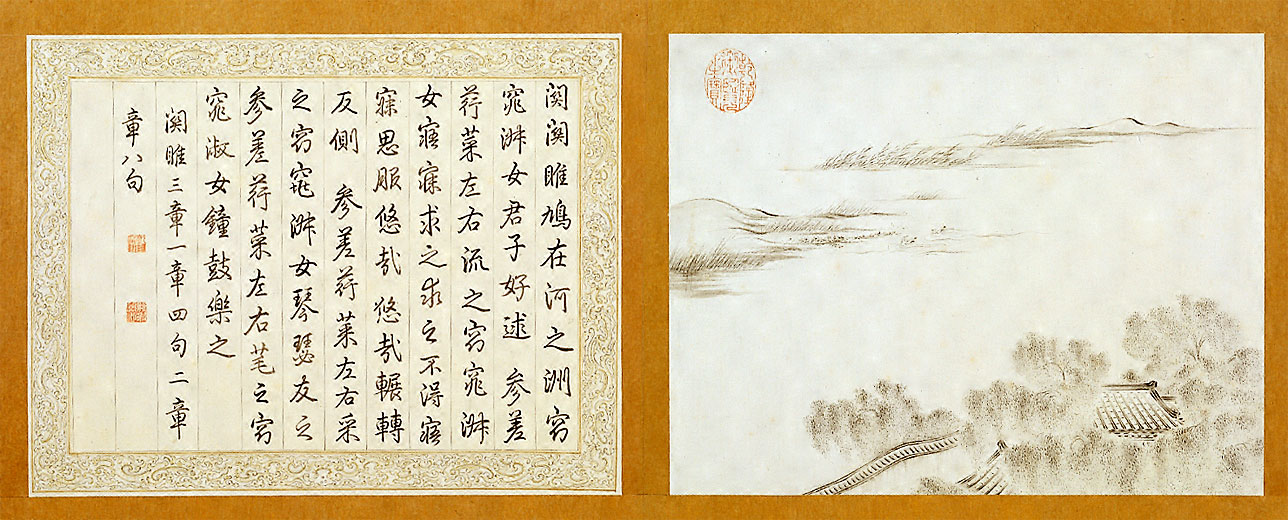
Shijing primer poema del emperador Qing Qianlong. Dinastía Qing.

La tradición literaria de la poesía clásica china comienza con el Clásico de la poesía, o Shijing, que data de principios del primer milenio antes de Cristo. Según la tradición, Confucio (551 a. C. - 479 a. C.) fue el compilador final de la colección en su forma actual, aunque los poemas individuales eran en su mayoría más antiguos. Burton Watson fecha la compilación principal de la antología aproximadamente en el siglo VII a. C., y los poemas se recopilaron durante los cuatro o cinco siglos anteriores. Esto, entre otros factores, indica una popularidad sostenida para este tipo de poesía, incluyendo su característico formato de cuatro caracteres por línea. El Shijing tiende a asociarse con el vocabulario y la cultura del norte de China, y en particular con el gran sabio y filósofo Confucio: esto ayudó a fomentar el desarrollo de este tipo de poesía en el estilo shi clásico, el significado literal del Shijing. A pesar de su elogio por Confucio, no existen muestras de poesía de este estilo hecha en los siguientes trescientos años. [nota 1]

### Canciones del Sur(Chu Ci)

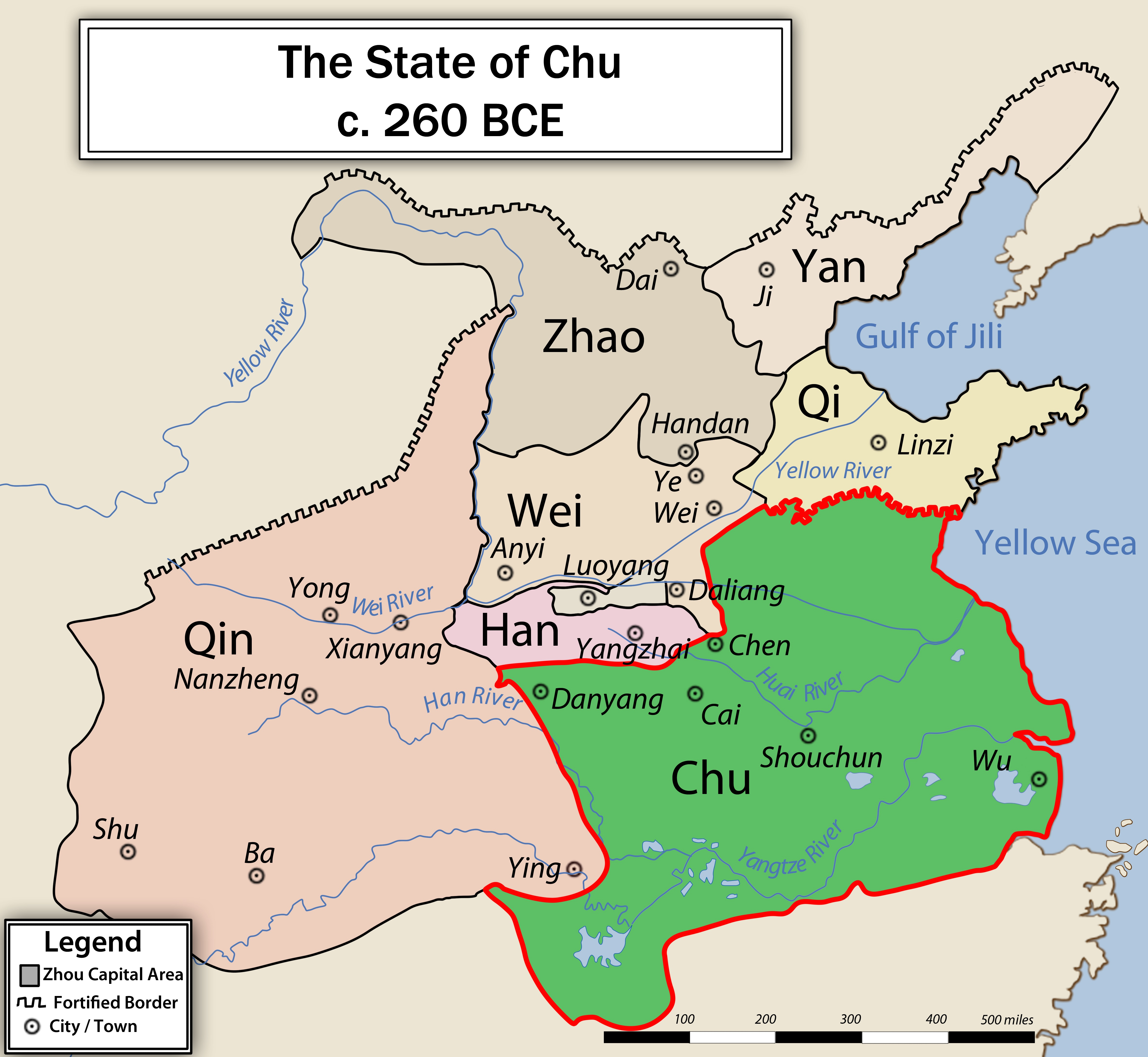
Mapa de la zona del reino de Chu, en una de sus configuraciones históricas reconstruidas.

Otra colección de poesía temprana es el Chu Ci (que data del período de los Reinos Combatientes alrededor de 475-221 a. C.), que se caracteriza por varias longitudes de línea y la influencia de la lengua vernácula asociada con el estado de Chu, en el sur de China. Una parte importante de esta colección es el Li Sao, atribuido a Qu Yuan. Estos poemas del estado de Chu se encuentran entre los más importantes de toda la poesía clásica china; sin embargo, estos poemas y su estilo parecen haber tenido menos influencia en la poesía clásica china, al menos al principio, que la colección y el estilo del Shijing.

### Dinastía Han

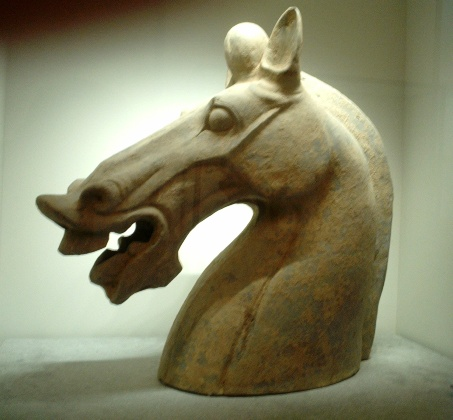
Una cabeza de caballo de terracota de la dinastía Han (siglos I-II d.C.).

La poesía shi clásica, con sus líneas de cuatro caracteres, fue revivida por los poetas de la dinastía Han y de los Tres Reinos, hasta cierto punto. Entre otros desarrollos poéticos durante la época Han se encuentra el desarrollo de una nueva forma de poesía shi, que data aproximadamente del siglo I a. C., que inicialmente constaba de líneas de cinco y más tarde de siete caracteres. El desarrollo de esta forma de poesía shi se produjo junto con varios otros fenómenos relacionados con la poesía Han. La nueva forma de shi desarrollada durante el período Han y Jian'an se conocería como "gushi " o "poesía de estilo antiguo".

#### Oficina de Música y baladas folclóricas
La dinastía Han fue testigo de importantes desarrollos en la poesía clásica china, incluido el papel activo del gobierno imperial en el fomento de la poesía a través de la Oficina de Música y a través de su colección de baladas folclóricas de la dinastía Han (aunque algunas de estas parecen haber sido objeto de al menos algún pulido literario post-popular, como en el caso del Shijing). En chino, Yuefu, "Oficina de Música", es sinónimo de yuefu, el estilo de poesía, de ahí que el término Yuefu  ha llegado a referirse tanto a la recopilación de poemas de la Oficina de Música como al género del que son representativas y sirven como fuente de inspiración. Otra importante colección de poesía de la dinastía Han son los Diecinueve poemas antiguos.

#### Hanfu
La poesía de la dinastía Han se asocia particularmente con el fu, a diferencia del estilo shi de poesía: Hay que tener en cuenta, sin embargo, que este fu es una palabra diferente a la fu (府) que significa oficina del gobierno en el término yuefu (乐府; a veces se escribe Yüeh Fu, o similar). Un exponente de este estilo fue Sima Xiangru.

### Poesía Jian'an

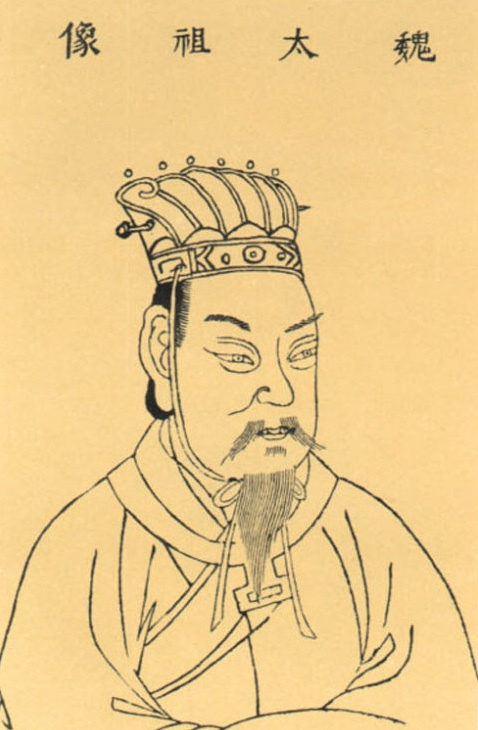
Una representación de Cao Cao.

La poesía de Jian'an se refiere a los movimientos poéticos que ocurren durante los últimos años de la Dinastía Han y continúan su desarrollo hasta el comienzo del período de las Seis Dinastías. Jian'an se considera un período separado porque este es un caso en el que los desarrollos poéticos no se corresponden con las categorías ordenadas alineadas con la cronología por dinastía. Los poetas típicos de este período son Cao Cao, Cao Pi, Cao Zhi y Xu Gan. Uno de los desarrollos poéticos más importantes de este período es hacia el número impar, estilos de verso de longitud fija también típicos del período de la poesía Tang. Como resultado, algunas de las formas poéticas que a menudo se asocian con la poesía Tang se pueden rastrear desde el punto de vista del desarrollo hasta algunas de las formas desarrolladas durante el período Jian'an.

### Poesía de las Seis Dinastías

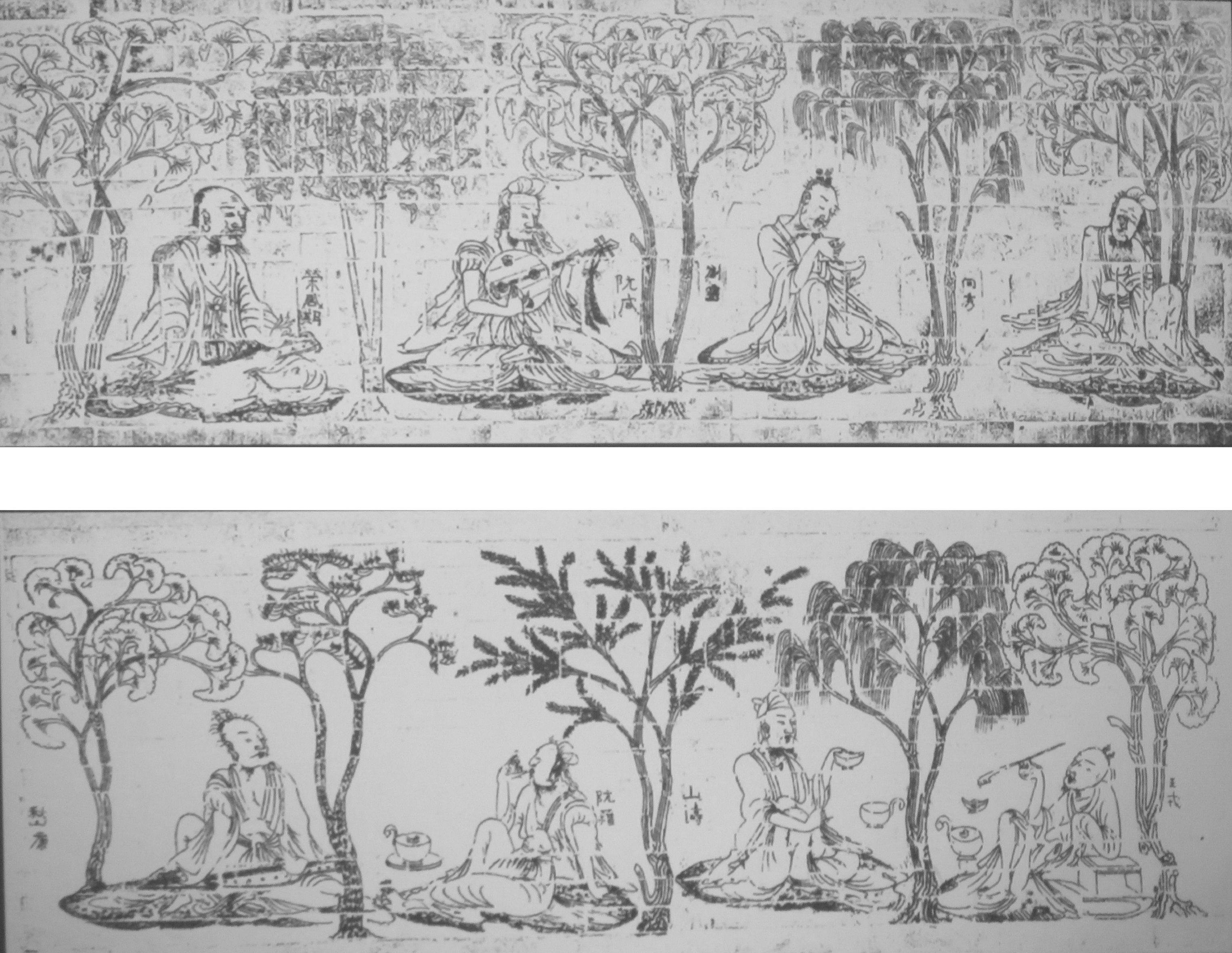
Siete sabios del bosque de bambú de una imagen de la pared de ladrillos de una tumba ubicada cerca de la capital de Jin del este (actual Nanjing, China).

Las Seis Dinastías (220–589) también fueron testigos de importantes desarrollos en la poesía clásica china, enfatizando especialmente el amor romántico, los roles de género y las relaciones humanas, e incluyendo la importante colección Nuevas canciones de la Terraza de Jade. La era de las Seis Dinastías abarca tres períodos principales: los Tres Reinos (220–280), la Dinastía Jin (266–420) y las Dinastías del Sur y del Norte (420–589). El período de los Tres Reinos fue violento, una característica a veces reflejada en la poesía o resaltada por la búsqueda de los poetas de refugio de la agitación social y política retirándose a escenarios más naturales, como en el caso de los Siete Sabios del Bosque de Bambú. La era de la dinastía Jin fue tipificada poéticamente por ejemplo en la Reunión del Pabellón de Orquídeas de 42 literatos; la poesía romántica Canciones de medianoche; y Tao Yuanming, el gran poeta muy personal que se destacó por hablar con su propia voz. Algunos de los aspectos más destacados de la poesía de las dinastías del Norte y del Sur incluyen a los poetas Yongming, la colección de antología Nuevas canciones de la terraza de jade y el Indicador de estrellas de Su Hui.

### Poesía de las dinastías Sui y Tang

#### Poesía sui

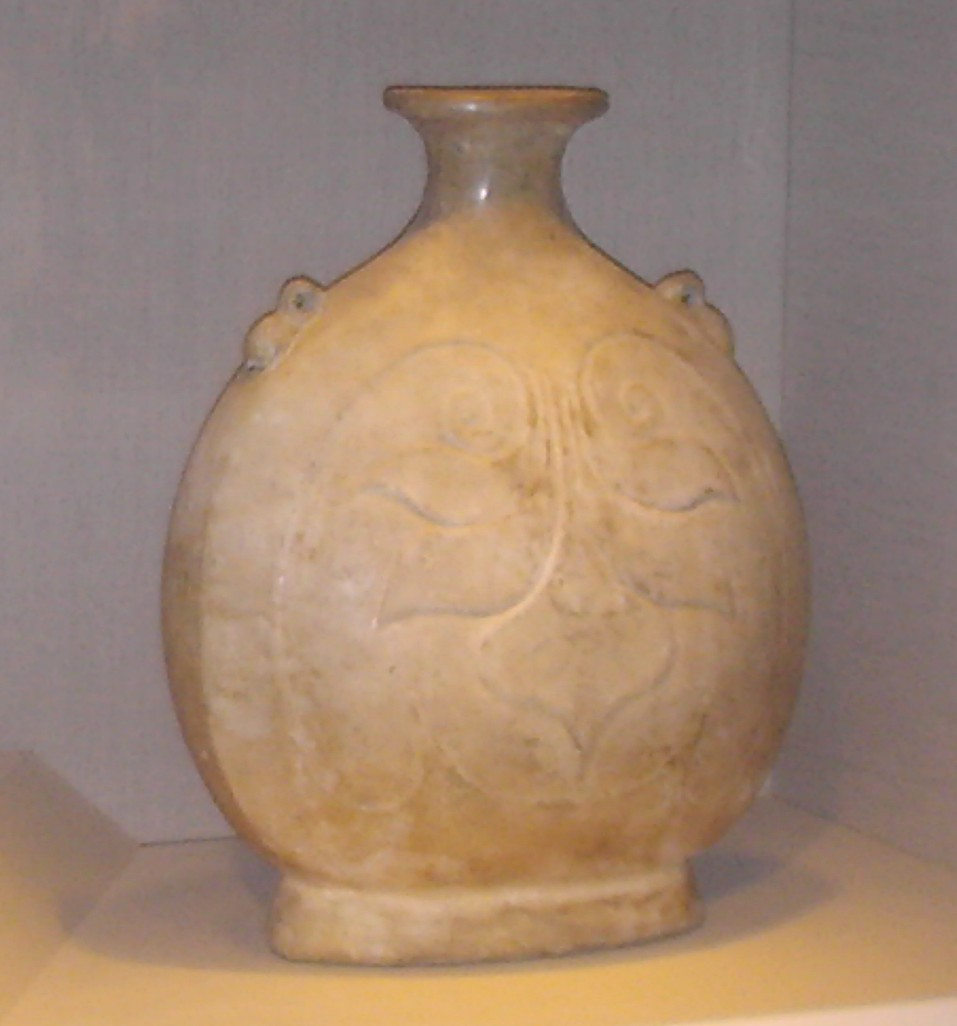
Frasco de peregrino de la dinastía Sui

Aunque se siguió escribiendo poesía, y algunos poetas se destacaron mientras otros desaparecían, la breve dinastía Sui (581–618 d. C.) carece de distinción (en términos del desarrollo de la poesía china); aunque, no obstante, representa una continuidad entre las Seis Dinastías y la poesía de Tang. Los poetas de la dinastía Sui incluyen a Yang Guang (580–618), quien fue el último emperador Sui (y una especie de crítico de poesía); y también, la dama Hou, una de sus consortes.

#### Poesía Tang

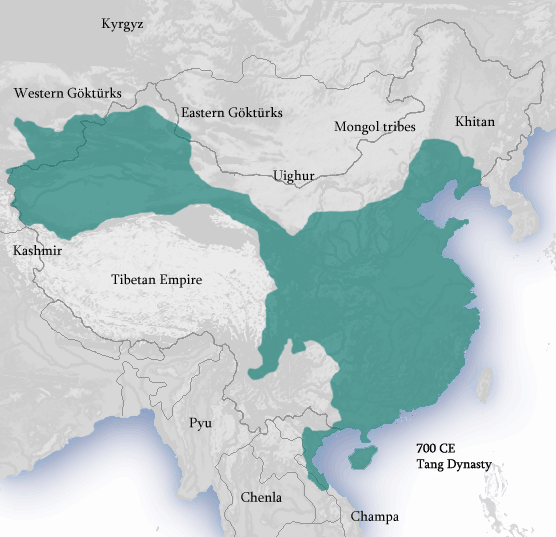
Un mapa que muestra la extensión aproximada del imperio chino en la dinastía Tang a principios del.

La dinastía Tang (618–907) se destacó particularmente por su poesía, especialmente las formas shi como el jueju y el lüshi. Esta poesía fue un fenómeno social generalizado en todas las clases alfabetizadas de Tang, que desarrollaron la capacidad de componer poemas a pedido como parte del sistema de examen imperial, pero también era una destreza necesaria para la conducta cortés en ocasiones sociales, como parte de la interacción en banquetes o reuniones. Sobreviven unos 50.000 poemas, la mayoría representados en la colección Quantangshi de la dinastía Ming. Su popularidad en el área cultural histórica china ha variado a lo largo del tiempo, con ciertos autores entrando y saliendo del favor y otros permanentemente en la oscuridad. Algunos autores, como Li Bai (también conocido como Li Po), Wang Wei, Du Fu y Bai Juyi (también conocido como Po Chü-i) han logrado mantener una popularidad constante.
La poesía Tang ha desarrollado una influencia constante en la literatura mundial y la poesía moderna y cuasi moderna; por ejemplo, como en el caso de Li Bai, cuya influencia moderna se extiende hasta Das Lied von der Erde de Gustav Mahler y la poesía Beat. En parte debido a la prevalencia de estructuras rimadas y paralelas dentro de la poesía Tang, también tiene un papel en los estudios lingüísticos, como en la reconstrucción de la pronunciación del chino medio.

### Poesía de la dinastía Song

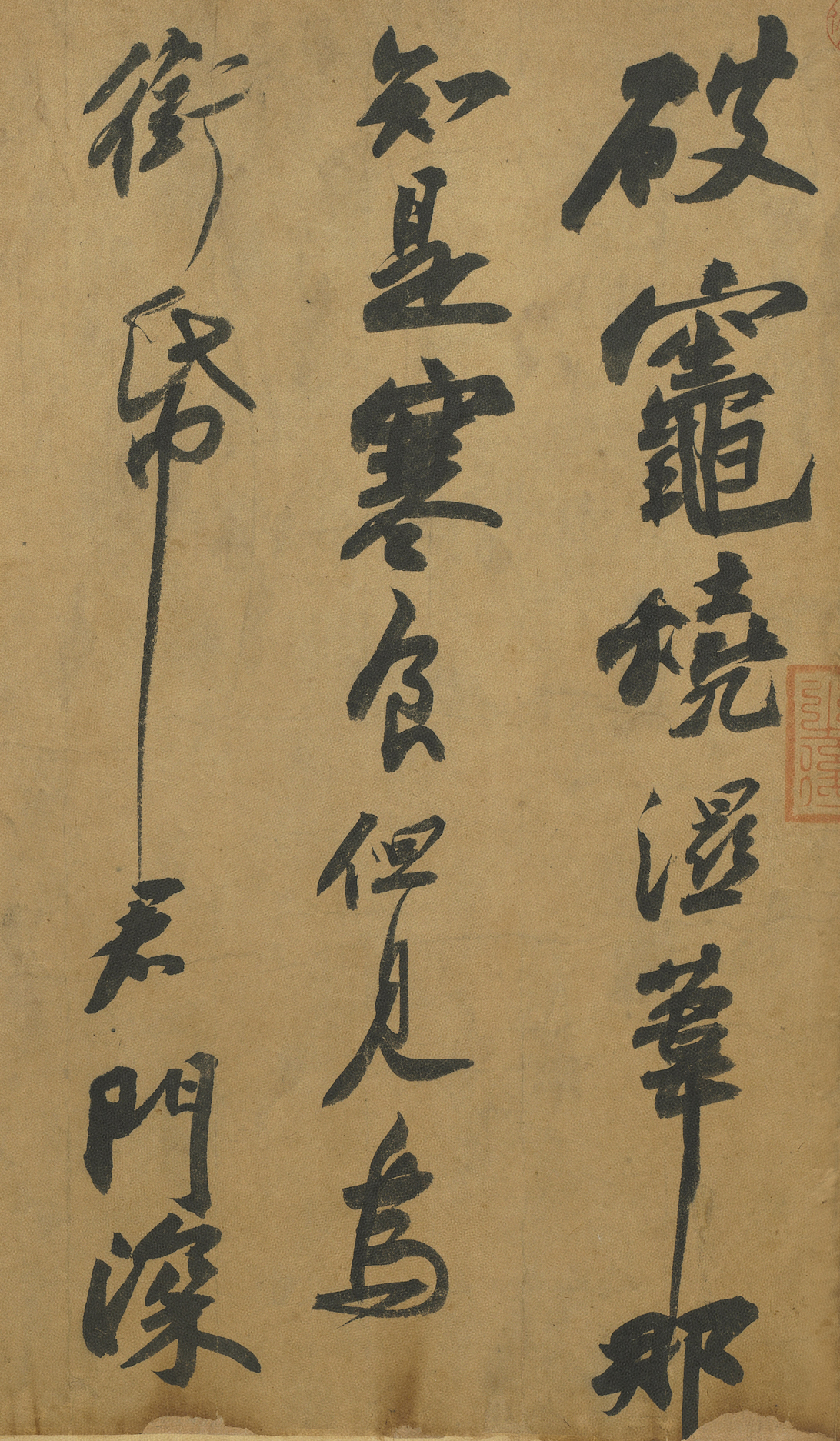
Detalle de caligrafía de uno de los poemas de Su Shi (Dongpo).

La dinastía Song (960-1279) se destacó por su poesía, quizás especialmente por el desarrollo de la forma Ci; de hecho esta forma poética quizás alcanzó un punto culminante durante la dinastía Song. El Ci es una especie de poesía lírica que utiliza una métrica poética basada en ciertos patrones de tipos formales de ritmo fijo, de los cuales había alrededor de 800 de estos patrones establecidos, cada uno asociado con un título particular. Originalmente, los Ci fueron escritos para ser cantados con una melodía específica de ese título, con ritmo, rima y tempo establecidos. Sin embargo, con el tiempo las melodías reales parecen haber desaparecido (al igual que en el caso de las baladas inglesas). Así, el título de un determinado Ci puede no tener nada que ver con su contenido, aunque la métrica poética sea la misma. Es común que varios Ci compartan el mismo título. 
Los poetas de la dinastía Song se basaron en una larga tradición de poesía, quizás especialmente en las formas que prevalecieron en la dinastía Tang. La dinastía Song es conocida por sus logros en la combinación de poesía, pintura y caligrafía en una forma de arte compartida. Entre los poetas Song más destacados se encuentran Su Shi (Dongpo), Ouyang Xiu, Lu You y Yang Wanli.
La dinastía Song del Sur, que gobernó el sur de China desde 1127 hasta 1279, coexistió en gran medida con la dinastía Jurchen Jin (1115-1234), que había establecido el control sobre el norte de China y su población mayoritariamente china. Los poetas chinos de la dinastía Jin produjeron poesía que compartía las características de la poesía de la dinastía Song; y hacia el final del Jin, la poesía comienza a mostrar de manera similar los efectos de las invasiones mongolas que finalmente llevaron al establecimiento de la dinastía Yuan con su propia poesía característica.

### Poesía de la dinastía Yuan

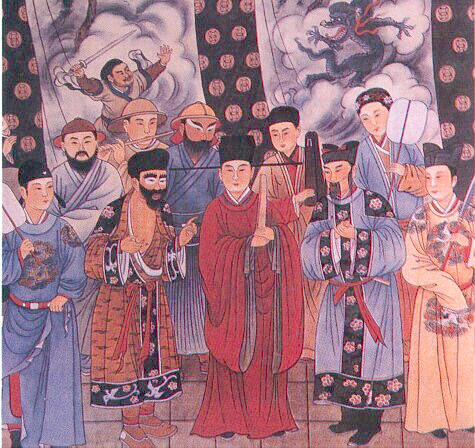
Teatro de la dinastía Yuan, una reconstrucción basada en un mural de un templo contemporáneo.

La poesía durante la dinastía Yuan (1271–1368) continuó la tradición de la poesía clásica china y se destaca especialmente por el florecimiento de la tradición de los versos de la ópera china. La notable forma <i id="mw8A">qu</i> del drama de Yuan se acompañaba de música, restringiendo cada poema individual a una de las nueve selecciones de teclas modales y uno de los más de doscientos patrones de melodía. Dependiendo del patrón, esto impuso requisitos rítmicos y tonales fijos que permanecieron en su lugar para los futuros poetas incluso si su componente musical se perdió más tarde. Los dramaturgos-poetas de Yuan dignos de mención incluyen a Bai Pu, Guan Hanqing, Ma Zhiyuan y Qiao Ji.
La tradición de pintor y poeta también prosperó durante el período Yuan, incluida la caligrafía magistral realizada, por ejemplo, por Ni Zan y Wu Zhen. Otro ejemplo fue Zhao Mengfu (1254-1322), un exfuncionario de la dinastía Song, que sirvió bajo la administración mongola Yuan y cuya esposa Guan Daosheng (1262-1319) también fue pintora, poetisa y calígrafa.

### Poesía de la dinastía Ming
La poesía clásica china siguió prosperando durante la dinastía Ming (1368-1644). La prosperidad económica de la era Ming estuvo acompañada de un tremendo aumento de la población, el comercio y la composición de poesía. Gracias a las oportunidades educativas que fueron posibles gracias a la expansión comercial basada en flujo de plata americana levada por el galeón de Acapulco y al renovado sistema de exámenes, surgió una población alfabetizada enormemente mayor. Esta población dependía de la poesía para expresar sus emociones personales y para interactuar socialmente. El debate sobre si los poetas Tang o Song habían alcanzado las más altas cotas de excelencia solidificó una opinión colectiva de que las alturas pasadas no podían superarse. Con más de un millón de poemas Ming supervivientes, los críticos e investigadores modernos no han podido responder definitivamente sobre si esa convicción es un prejuicio o un hecho.
Entre los principales poetas Ming se encuentran Gao Qi, Li Dongyang y el editor y poeta Yuan Hongdao. Entre los representantes de la tradición de dramaturgo-poeta se encuentran Tang Xianzu y Li Yu. Li Yu es también un excelente ejemplo de la efusión emocional de la transición Ming-Qing cuando el desorden arrasó con la estabilidad Ming cuando los guerreros manchúes de la dinastía entrante conquistaron de norte a sur. Otro ejemplo del enfoque poético en la emoción durante este período es Dong Xiaowan. Los representantes Ming de la tradición del pintor-poeta incluyen a Shen Zhou, Tang Yin y Wen Zhengming.

### Poesía de la dinastía Qing
La poesía clásica china siguió siendo la principal forma poética de la dinastía Qing (1644-1912). Esta fue también una época de proyectos literarios relacionados, como la colección de poesía Tang bajo el emperador Kangxi. Los debates, las tendencias y la alfabetización generalizada del período Ming comenzaron a florecer una vez más después de que la dinastía manchú Qing hubo establecido su dominio. La fresca voz poética de Yuan Mei había ganado un gran atractivo, al igual que los largos poemas narrativos de Wu Jiaji. La ópera Kunqu maduró y condujo a la posterior tradición de la ópera china de teatro, poesía y música combinados. La tradición del pintor-poeta también prosperó con ejemplos como Yun Shouping.
El desafío para los investigadores modernos crece a medida que más personas se convirtieron en poetas y se han conservado aún más poemas, incluida (con el aliento de Yuan Mei) más poesía de mujeres. En 1980, se publicaron por primera vez bellos poemas shi del famoso novelista Qing Liu E, que ilustraban el potencial para seguir encontrando tesoros perdidos en el vasto cuerpo de poesía Qing superviviente.

### Poesía clásica china post-Qing
Aunque la Qing es la última dinastía china, esto no significó que la poesía clásica china desapareciera con el final del período imperial; de hecho, Mao Zedong del Partido Comunista de China fue un importante exponente y practicante de la poesía clásica china hasta bien entrado el siglo XX. Sin embargo, generalmente se piensa que el desarrollo y la gran expansión de la poesía china moderna comienza en este punto de la historia o poco después.

## Poesía oral versus escrita

### Naturaleza oral de la poesía
Un aspecto importante de la poesía clásica china es que generalmente fue creada para ser cantada con o sin acompañamiento musical. De hecho, la poesía popular, casi por definición, fue compuesta y transmitida oralmente. Esto se debe a que la "gente" era en su mayor parte analfabeta, a diferencia de las clases académicas de los letrados generalmente alfabetizadas; sin embargo, incluso los poemas de la clases de los eruditos estaban destinados a ser cantados o salmodiados.

### Características de la poesía escrita
Las características particulares del sistema de escritura chino jugaron un papel importante en la poesía china. De hecho, una tradición poética continua en China fue posible en parte por el hecho de que las palabras chinas pueden ser representadas por sus correspondientes caracteres chinos de manera semiindependiente de su pronunciación (que se extiende incluso a su uso en versiones clásicas del japonés, coreano y vietnamita). Las pronunciaciones del chino hablado cambiaron bastante a lo largo del tiempo desde la poesía china escrita más antigua que se conserva (en chino antiguo), pasando por el período chino medio (que incluía la dinastía Tang) y hasta el período del chino moderno. Durante este curso de desarrollo, el chino clásico evolucionó como una lengua literaria distinta de la lengua vernácula hablada. La tensión entre una forma vernácula hablada y una forma literaria funcionaba en ambos sentidos, se puede ver que la poesía tiene "varios grados de superposición vernácula"  y también la poesía popular oral a veces estaba "llena de frases literarias", quizás debido a la naturaleza prestigiosa del lenguaje escrito.

### Influencia del sistema de escritura chino

Una descripción de la evolución de la escritura shān, que significa "montaña".

Los estudiosos también se han preguntado hasta qué punto el elemento pictórico latente en los caracteres chinos influyó en la poesía china clásica. La etimología de los caracteres chinos está relacionada pero es distinta de la evolución del idioma en sí. Como es el caso de muchos sistemas de escritura antiguos, como el alfabeto fenicio, muchos de los primeros caracteres probablemente comenzaron como pictogramas, con una palabra dada correspondiente a una imagen que representa esa idea.

Evolución del carácter correspondiente a rì, que significa "sol".

En la época de la poesía clásica china, se había desarrollado un complejo sistema de escritura con muchos caracteres compuestos de combinaciones de otros caracteres, elegidos por similitudes de significado y / o sonido. El aspecto gráfico resultante, frente a un elemento fonético más débil (en comparación con otros idiomas, como el español) es muy importante. Sin embargo, diferentes traductores de la poesía clásica china han enfatizado estos elementos en diferentes grados. Es bastante difícil estimar este efecto, ya que un lector habitual de chino apenas se da cuenta de él sin analizar deliberadamente sus reacciones. . . . Ciertamente, se puede dar demasiado peso al aspecto visual de la escritura china. Los poemas en China, como en otros lugares, son ante todo patrones de sonido. . . . " 

## Formas
Hay varias formas típicas en las que se escribió la poesía clásica china. Estas incluyen los shi, ci y qu. El fu literario también se considera a menudo dentro de la categoría de poesía.

## Géneros
Se han discernido varios géneros de poemas chinos clásicos, ya sea por el poeta compositor o por críticos literarios. Los géneros más ampliamente aceptados de la poesía clásica china incluyen los géneros de poesía de estilo paisajístico de la poesía Shanshui y la poesía de campos y jardines, que se asocian con poetas como Tao Qian y Wang Wei.

## Características
Además de varios modos y géneros formales, la poesía clásica china tiene varias otras características típicas.

### Persona
El uso de la persona poética se encuentra a menudo en la poesía clásica china, en la que el autor escribe un poema desde el punto de vista de otra persona (o tipo de persona). A menudo, estos tipos de personajes eran bastante convencionales, como la esposa solitaria dejada en casa, la concubina menor ignorada en el harén imperial, o el soldado enviado a luchar y morir más allá de la remota frontera.

### Crítica sociopolítica
Muchos poemas chinos clásicos se pueden leer como comentarios sobre la actualidad y la sociedad de su tiempo. A veces, este comentario se disfraza mediante el uso de imágenes simbólicas. Un autor popular que hizo comentarios a este respecto fue el poeta de Tang Bai Juyi.

### Imágenes y simbolismo
Ciertas imágenes y simbolismos se volvieron bastante convencionales y son clave para comprender muchos de los poemas chinos clásicos. Por ejemplo, la caída de la hoja de otoño puede referirse a un declive personal o dinástico.

### Exilio

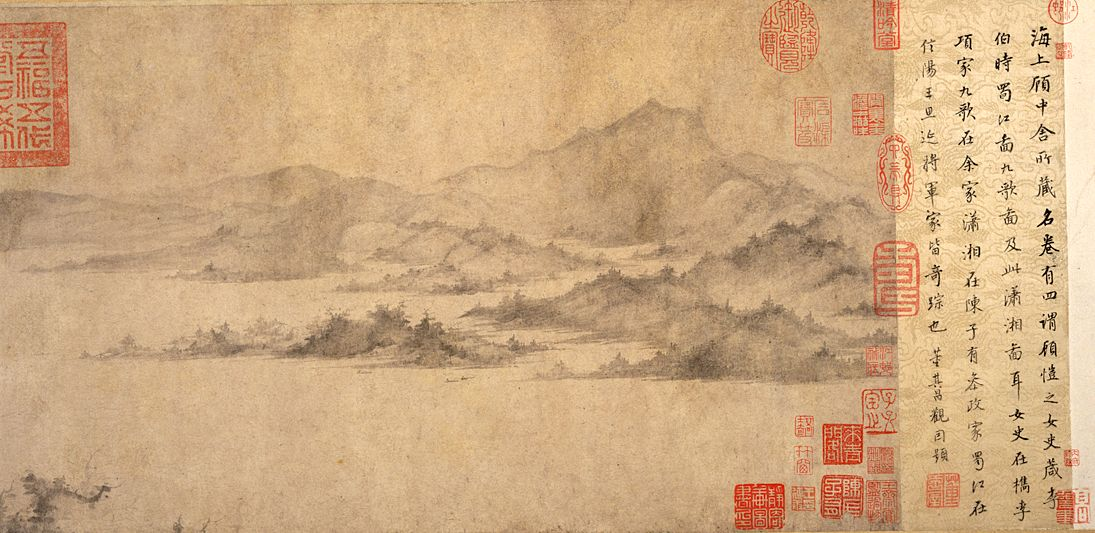
Viaje de Xiao-xiang

Muchos poemas chinos clásicos fueron escritos como quejas más o menos sutiles o implícitas por el tratamiento al autor por parte del gobierno. Esto se debe en parte a la naturaleza del sistema de exámenes imperial como una forma de reclutar personas de talento para altos cargos políticos, y las expectativas del poeta de encontrar una posición adecuada dentro de dicha sociedad. Un ejemplo de esto es la poesía escrita para acompañar o seguir los ocho temas de las ocho vistas de Xiaoxiang que se popularizaron durante la dinastía Song; aunque el tema ciertamente se remonta hasta el Chuci.

### Alusiones
Muchos poemas chinos clásicos incluyen alusiones o referencias a la literatura anterior o a material popular conocido.

### Precisión opcional
En parte debido a las posibilidades inherentes al idioma chino clásico y en parte como un principio estético, muchos poemas chinos clásicos son imprecisos cuando se trata de género, número, caso u otros elementos lógicamente informativos del habla que tienden a ser gramaticalmente obligatorios o difíciles de evitar en varios idiomas con inflexiones, como ciertos idiomas indoeuropeos.

### Participación de los lectores
Muchos poemas chinos clásicos parecen simples en superficie, pero contienen ideas más profundas. Para darse cuenta de cuáles son, se espera que el lector se encuentre con el poeta a mitad de camino, no solo para que le diga algo, sino para pensar y sentir activamente en sintonía con el poeta o la personalidad del poeta.

### Paralelismo y antítesis

#### Paralelismo
La disposición de los poemas en pareados fomentaba el uso del paralelismo: donde para dos versos de un poema se esperaba que el lector comparara y contrastara el significado de dos versos, que el poeta marcaría específicamente mediante el uso de las mismas partes del poema, en cada posición, o en ciertas posiciones clave en cada línea.

#### Antítesis
La antítesis se refiere a la contradicción a menudo latente entre dos declaraciones que, cuando se consideran suficientemente, pueden conducir a la comprensión de una tercera opinión no declarada. A menudo juega un papel en relación con el paralelismo: el lector tiene que considerar si lo que parecen ser construcciones e ideas paralelas realmente lo son.

### Ocasionalismo autobiográfico
Muchos de los poemas chinos clásicos se escribieron con motivo de un evento determinado. En general, se esperaba que fuera una creación bastante espontánea hecha solo para ese período de tiempo en particular y, a veces, con una audiencia prevista bastante limitada. Los ejemplos incluyen la separación de un amigo cercano durante un período prolongado de tiempo, la expresión de gratitud por un regalo o acto de alguien, las lamentaciones sobre eventos actuales o incluso una especie de juego en reuniones sociales.

## Colecciones
Las principales colecciones de poesía china clásica incluyen los Shijing, Chuci, los poemas Tang recopilados, las nuevas canciones de la terraza de jade, los trescientos poemas Tang, el Wangchuan ji de la era Tang y los poemas recopilados de la reunión del pabellón de las orquídeas y la medianoche. Canciones y poemas del período de las Seis Dinastías.

## Influencia
La poesía clásica china ha influido tanto en la poesía china moderna como en la poesía de otros idiomas. Un grupo de idiomas en los que la poesía clásica china tuvo una influencia temprana fue la poesía de los grupos lingüísticos vecinos (es decir, el sprachbund local). Por ejemplo, esta influencia es fuerte en ciertas formas tempranas de la poesía vietnamita y la poesía coreana. En los tiempos modernos se ha desarrollado una influencia más global, incluida la poesía Beat, cuyos exponentes incluso produjeron traducciones de la poesía clásica china al inglés, como Kenneth Rexroth (Cien poemas del chino, 1956) y Gary Snyder (Riprap y Cold Mountain Poems, 1959, que incluye traducciones de Hanshan).